# ۸۹ هرکول
۸۹ هرکول یک ستاره است که در صورت فلکی زانوزده قرار دارد.